# Stichting Democratie en Media
Stichting Democratie en Media (SDM) is een onafhankelijke Nederlandse stichting met een eigen vermogen dat voor een groot deel wordt geïnvesteerd in Nederlandse mediabedrijven. Van 2012 tot aan zijn overlijden was Alex Brenninkmeijer betrokken bij de stichting, eerst als bestuursvoorzitter (2012-2014) en later als voorzitter van de raad van toezicht (2015-2022). SDM wordt sinds 2015 bestuurd door directeur Nienke Venema.

## Geschiedenis
Stichting Democratie en Media is de opvolger van Stichting Het Parool, dat in 1944 werd opgericht door de oprichters van de illegale verzetskrant Het Parool. Na de verzelfstandiging van het naoorlogse dagblad in 2003, veranderde Stichting Het Parool haar naam in Stichting Democratie en Media (SDM).
Stichting Het Parool is opgericht als uitgever van dagblad Het Parool. In de periode 1945 tot 1968 veranderde de positie van de stichting ten opzichte van het dagblad van uitgever tot enig aandeelhouder. In 1968 ontstond de Perscombinatie NV, eerst alleen met de Volkskrant, later ook met Trouw. De Stichting verwierf hierdoor een aandeel van 60%, later 89,75% in de onderneming. Toen in 1994 de Perscombinatie en Meulenhoff & Co samengingen in PCM Uitgevers NV en in 1995 PCM de Nederlandse Dagblad Unie (NDU) overnam, met daarin het NRC Handelsblad en het Algemeen Dagblad, liep het aandeel van de Stichting terug tot 57,3%.
In 2004 werd de meerderheid van de aandelen (52,5%) in PCM Holding verkocht aan Apax Partners. Over deze verkoop ontstond veel ophef, omdat de verkoop werd gefinancierd door PCM Holding zelf, het eigen vermogen binnen enkele jaren verdampte en Apax en enkele bestuurders van PCM zeer rijkelijk beloond werden. Begin 2007 kocht de stichting deze aandelen terug. In 2009 werd de meerderheid van de aandelen wederom verkocht aan De Persgroep België. Zij hernoemde PCM Uitgevers tot De Persgroep Nederland en bleef zelf meerderheidsaandeelhouder. De stichting krijgt naast gewone aandelen ook een prioriteitsaandeel.

## Statutaire doelstellingen
De statutaire doelstellingen van SDM luiden: het beïnvloeden van de openbare mening in Nederland en waar mogelijk daarbuiten in de geest van de denkbeelden die zijn voorgestaan in het tijdens de Duitse bezetting in Nederland verschenen illegale blad Het Parool; het bevorderen van pluriforme opiniërende media in een democratisch staatsbestel; het steunen van de nagelaten betrekkingen van hen, die op grond van hun medewerking aan het illegale blad Het Parool, van het leven zijn beroofd of anderszins zijn getroffen.
SDM staat voor het goed functioneren van de democratische rechtsstaat en de uitgangspunten geformuleerd in de Universele Verklaring van de Rechten van de Mens en heeft in het bijzonder oog voor de rol van de media ter ondersteuning hiervan. Haar doelstellingen vervult SDM voornamelijk door haar rol als aandeelhouder in verschillende mediaorganisaties; haar activiteiten als financier van kleine en grotere maatschappelijke en journalistieke projecten en organisaties en door het organiseren van de jaarlijkse herdenking van medewerkers van het illegale Parool op 5 februari in Zandvoort en Overveen.

## Investeringen en vermogensbeheer
SDM is een onafhankelijke stichting met eigen vermogen. Het grootste deel hiervan is geïnvesteerd in mediabedrijven, namelijk De Persgroep Nederland, De Correspondent en The Correspondent. Via deze investeringen ondersteunt SDM waarheidsvinding en de pluriformiteit van het Nederlandse medialandschap. In geen van de gevallen is het percentage aandelen doorslaggevend. Naast preferente aandelen heeft SDM in deze mediabedrijven een prioriteitsaandeel, waarmee de onafhankelijkheid, identiteit en continuïteit van de titels wordt bewaakt.
Bij de vastlegging van de governance is verder bepaald dat SDM een van de leden van de raad van commissarissen van De Persgroep Nederland voordraagt.
NRC Media werd in maart 2014 door eigenaar Egeria in de verkoop gedaan. Begin februari 2015 werd bekend dat het Vlaamse Mediahuis de nieuwe eigenaar werd. Stichting Democratie en Media trad samen met de investeringsmaatschappij van Vereniging Veronica op als co-financier.
Het overige deel van het vermogen van SDM wordt duurzaam belegd bij ASN Vermogensbeheer en ABN AMRO MeesPierson Sustainable Investment. Met de kapitaalopbrengsten uit deze beleggingen financiert SDM initiatieven die haar doelstellingen bevorderen.

## Financieringen
SDM streeft in al haar werkzaamheden naar een dynamische, democratische en open samenleving waarin de regels en waarden van de rechtsstaat worden hooggehouden door bestuurders, bedrijven en burgers. Hiervoor is een goed geïnformeerde, betrokken en actieve maatschappij een randvoorwaarde, evenals onafhankelijke, kritische journalisten die de macht controleren, propaganda ontmantelen en misstanden onthullen.
SDM biedt daarom financiering en andersoortige ondersteuning aan initiatieven die kritische, onafhankelijke journalistiek bevorderen, een sterke, integere democratische rechtsstaat nastreven én bijdragen aan de onderlinge samenhang tussen beiden. Ook investeert zij in projecten die inclusiviteit en diversiteit bevorderen.
Om deze visie in de praktijk te brengen zijn de doelstellingen van SDM uitgewerkt in vijf pijlers: fundamentele rechten en vrijheden, daadkrachtige democratie, ge- en herdenken, waarheidsvinding en media-innovatie. De initiatieven en organisaties die SDM steunt, dragen allen bij aan één of meerdere van haar doelstellingen en pijlers.

### Bijzondere prioriteit: Diversiteit en media
De stichting heeft onder andere tot doel om er actief toe bij te dragen dat er een gelijkwaardig speelveld in het publieke debat gecreëerd wordt en in stand wordt gehouden. Ze steunt daarbij in het bijzonder stemmen die eventueel moeilijker gehoord worden – zoals bijvoorbeeld van minderheden –  in het streven om bij te dragen aan evenwichtige publieke meningsvorming. In 2015 lanceerde SDM een oproep die zich richtte op het vergroten van diversiteit in media. De oproep diende om bij te dragen aan de diversifiëring van het medialandschap door gericht het werk van journalisten, makers én spraakmakers van kleur en/of met een biculturele achtergrond te financieren. Sinds de thematische oproep in 2015, is bevordering van diversiteit in media een vaste prioriteit geworden in het financieringsbeleid van SDM. Hieronder valt ook diversiteit op het gebied van gender en seksualiteit.

### Bijzondere prioriteit: tegengaan van moslimdiscriminatie
Stichting Democratie en Media startte in 2016 met een programma gericht op het tegengaan van structurele discriminatie van moslims in Nederland. Dit programma is tot stand gekomen in samenwerking met het Open Society Foundations Initiative For Europe: beide organisaties nemen een deel van de kosten voor het financieren van projecten op zich. De reden voor dit programma is dat moslimdiscriminatie in Nederland breed wordt ervaren; niet alleen door moslims, maar ook door mensen die door anderen als moslim worden gezien. Daarnaast is het debat over de positie van moslims en de islam in Nederland de afgelopen jaren verhard. Om deze ontwikkeling tegen te gaan en het onderwerp extra aandacht te geven, stimuleert SDM via speciaal hiervoor ingerichte oproepen aanvragen voor initiatieven die zich specifiek richten tegen deze structurele discriminatie van moslims en mensen met een moslimachtergrond.
SDM steunde al verschillende initiatieven binnen dit programma, waaronder #delete_it, een filmpje van Issa Shaker en Anass Bendrif over online haatberichten dat miljoenen keren werd bekeken en de webserie BLANCO van producent Abdelkarim El-Fassi. In 2018 steunde SDM het project 'Nora Spreekt', een project van onder anderen Enis Odaci dat via sociale media islamgerelateerde uitspraken van onder anderen politici, journalisten en opiniemakers aan de kaak stelt. Het project behelsde een website en een Twitter-account die actief waren in de aanloop naar de gemeenteraadsverkiezingen van 2018.